# Hamolidia hama
Hamolidia hama är en insektsart som beskrevs av Nielson 1982. Hamolidia hama ingår i släktet Hamolidia och familjen dvärgstritar. Inga underarter finns listade i Catalogue of Life.